# 不動産金融
不動産金融とは、不動産証券化、不動産投資、ノンリコースローン等、不動産分野と金融分野の融合したビジネス分野の総称である。
1990年代後半より日本で活発化し、2000年代初頭では銀行が不良債権処理のために大量の担保不動産売却、債権売却を余儀なくされた事により興隆した。その後も都市部の地価回復などにより活発な活動は続いている。